# Meleoma titschacki
Meleoma titschacki is een insect uit de familie van de gaasvliegen (Chrysopidae), die tot de orde netvleugeligen (Neuroptera) behoort. 
Meleoma titschacki is voor het eerst wetenschappelijk beschreven door Navás in 1928.